# جيهان راتب
جيهان راتب (17 يناير 1969 -)، ممثلة ومغنية مصرية.

## الجوائز
- الجائزة الأولى لأحسن ممثلة عن فيلم هو النهاردة ايه من مسابقة المجلس القومى لحقوق الإنسان 2008
- جائزة الجمهور لأغنية اليوم عن أغنية سيبك بمسابقة التكنو بالموقع الموسيقى العالمي جراج باند 10 يونيو 2007
- جائزة احسن صوت نسائي بمسابقة موسيقى التكنو بالموقع العالمي جراج باند عن أغنية سيبك 16 يوليو 2007
- جائزة احسن أغنية بمسابقة التكنو بالموقع العالمي جراج باند عن أغنية سيبك 25 يونيو 2007
- جائزة الجمهور لأحسن صوت نسائي بمسابقة موسيقى البوب عن أغنية راجع ليه بالموقع العالمي جراج باند 15 سبتمبر 2008
- الوصول للمركز السادس بالموقع العالمي ستريو فام في نوفمبر 2008

## النشأة
ممثلة ومغنية مصرية، ولدت بالقاهرة عام 1975 بحى مصر الجديدة من أب وام مصريين، بدأت جيهان رحلتها مع الدراسة في سن 3 سنوات بمرحلة الحضانة والآبتدائى التحقت بمدرسة ماريا اوزيليا تريتشى (مدرسة الراهبات الآيطالى للبنات)، حيث أن الراهبات يهتموا بتنمية كل مؤهلات الطفل فاكتشفو في جيهان مواهبها الفنية وعملوا على تنميتها حيث اشتركت بفريق الموسيقى منذ هذا السن الصغير وبدأت بعزف الآلات الايقاعية
كالمثلث الكاسكانيات ثم الاكسريفون، الأوكورديون، البيانو، الكمان، الماندولين، الجيتار.كما كانت في الفريق المسرحى بالمدرسة تؤدى المسرحيات الاستعراضية السنوية بالمدرسة بالإضافة لاشتراكه بفريق الرسم حيث كانت تجيد الرسم بالفحم انتقلت جيهان من مدرسة الراهبات الابتدائى إلى مدرسة مصر الجديدة النموذجية في المرحلة الإعدادي والثانوى واكملت نشاطاتها الموسيقية بها بالإضافة إلى مشاركتها بفريق الجمباز. تخرجت جيهان من الثانوية العامة القسم الأدبي بمجموع 88%والتحقت بكلية الآداب جامعة عين شمس وحصلت على ليسانس الآداب قسم اللغة الإنجليزية.كما حصلت على دبلوم التسويق من الجامعة الأمريكية بالقاهرة وحصلت على دراسات حرة عملية ونظرية متعددة في الاستثمار ببورصة المال الدولية، وكذلك دراسات حرة متعددة في التمثيل بورشة اعداد الممثل وأيضا في والغناء.

## المسيرة السينمائية

### أفلام
- هروب مع سبق الاصرار
- علشان ربنا يحبك
- اوعى وشك
- حمادة يلعب مشاركة كضيفة شرف بأغنية الفيلم
- ليلة في القمر
- الولا هيما

### أفلام روائية قصيرة
- العشرة جنيهات
- طرح الصبار
- هو النهاردة ايه وحصلت جيهان راتب عن دورها على الجائزة الذهبية لأحسن ممثلة من مسابقة المجلس القومى لحقوق الإنسان لعام 2008

## المسيرة التلفزيونية

### مسلسلات
- نسر الشرق
- حديث الصباح والمساء
- ربما نلتقى
- سلمى يا سلامة
- أميرة في عابدين
- يوميات زوج معاصر
- الجبل
- العنكبوت
- فؤش

## المسيرة المسرحية
المسرح المصري
- مسرحية 2 هاى و3 باى باى على مسرح فرقة محمد نجم
- مسرحية نيو لوك إخراج السيد راضى

## الموسيقىوالغناء
اصدرت جيهان راتب البومها الغنائى الأول عام 2008 بعنوان مالك احتوى على 9 أغانى، كما أيضا اصدرت أغانى مصورة وأغانى فردية، بالإضافة إلى الغناء جيهان راتب تلحن وتكتب بعض اغانيها. لاقى البوم مالك نجاح ملحوظ بأوروبا مما اتاح لها فرصة التعامل مع المنتج الألمانى جانيس اماديوس وغيره واصدرو إعادة توزيع لبعض اغانى البوم مالك الذي وصل للمركز السادس ومراكز أخرى متقدمة في موسيقى البوب على الإنترنت العالمي كما اصدرو أغنية جديدة بعنوان انا وياك في 2009

### اغانى فردية
- أغنية Sands of Times ، كلمات احمد عبد الله، الحان اشرف سالم، توزيع موسيقى تونى مرعشلى وتم اصدارها عام 2006
- أغنية كل الأيادى، كلمات احمد الناصر، الحان احمد الناصر، توزيع موسيقى ياسر ماجد وتم اصدارها عام 2007
- أغنية انا وياك، كلمات جيهان راتب، الحان اشرف سالم، توزيع موسيقى جانيس اماديوس وتم اصدارها عام 2009
- أغنية ادينى فرصة، الحان جيهان راتب، كلمات زياد عبد العظيم، توزيع موسيقى ياسر ماجد ونسخة أخرى توزيع جانيس اماديوس وتم اصدارها عام 2010

### اغانى مصورة
- أغنية سيبك
- أغنية ولا يهمك
- أغنية ما تيجى احبك

### البومات غنائية
- الألبوم الغنائى مالك

## صفحات متعلقة
- محمد مسعد ياقوت

## وصلات خارجية
- جيهان راتب على موقع IMDb (الإنجليزية)
- جيهان راتب على موقع قاعدة بيانات الأفلام العربية
- جيهان راتب على موقع ميوزك برينز (الإنجليزية)